# 30991 Minenze
30991 Minenze este un asteroid din centura principală de asteroizi.

## Descriere
30991 Minenze este un asteroid din centura principală de asteroizi. A fost descoperit pe 28 septembrie 1995 la Xinglong în cadrul programului Beijing Schmidt CCD Asteroid Program. Asteroidul prezintă o orbită caracterizată de o semiaxă mare de 2,95 ua, o excentricitate de 0,06 și o înclinație de 1,4° în raport cu ecliptica.